# I Just Wanna Live
I Just Wanna Live is een nummer van de Amerikaanse rockband Good Charlotte uit 2005. Het is de tweede single van hun derde studioalbum The Chronicles of Life and Death.
Good Charlotte geeft met dit nummer een signaal af aan de mensen die hen sinds hun succes met "Lifestyles of the Rich and Famous" anders zijn gaan behandelen: laat ze gewoon hun ding doen en geef ze de ruimte. "I Just Wanna Live" werd een bescheiden hit in Europa. In de Nederlandse Top 40 haalde het de 9e positie. In de Amerikaanse Billboard Hot 100 was het nummer met een 51e positie niet zeer succesvol.